# Sementivae
De Sementivae of Sementivus Dies (Latijn voor "zaaifeest") waren feestdagen uit het oude Romeinse Rijk. Ze werden jaarlijks gehouden van 24 tot 26 januari, ter ere van de landbouwgodinnen Ceres en Terra. 